# کاهویش
کاهویش (به اسپانیایی: Cahuish) یک کوه در پرو است که در منطقه انکاش واقع شده‌است. کاهویش ۴٬۹۰۰ متر بالاتر از سطح دریا واقع شده‌است.